# Journal of Topology and Analysis
Journal of Topology and Analysis ist eine vierteljährlich erscheinende mathematische Fachzeitschrift, die von World Scientific seit 2009 herausgegeben wird.
Sie veröffentlicht Forschungsarbeiten aus Topologie und Analysis, wozu auch Differentialgeometrie, geometrische Topologie, geometrische Analysis, geometrische Gruppentheorie, Indextheorie, nichtkommutative Geometrie, Wahrscheinlichkeiten auf diskreten Strukturen und Geometrie von Banach-Räumen gezählt werden.